# Pedro Calderón de la Barca
Pedro Calderón de la Barca (Madrid, 1600. január 17. – Madrid, 1681. május 25.) spanyol pap, költő és drámaíró.

## Életútja
A jezsuitáknál nevelkedett, felsőbb tanulmányait Salamancában végezte, foglalkozott jogi és bölcseleti tudományokkal, később pedig a hadseregben szolgált. Már 20 éves korában egy költői versenyen íjat nyert. IV. Fülöp, aki korán felismerte Calderón költői tehetségét, kegyeivel halmozta el őt és számára évdíjat rendelt. Calderón azonban a miszticizmushoz való hajlamai következtében 1651-ben papi rendbe lépett és 1653-ban toledói katedrális kápolnájának káplánja, 1681-ben a Szent Péter egyesület főkáplánja lett.

## Munkássága
Irodalmi sikereit az 1620-as években különböző költői versenyeken aratta. Ekkor írta első színpadi művét Szerelem, becsület és hatalom címmel. Calderón vallásos érzülete műveiben is kifejezésre jut, mert drámáinak legnagyobb része vallásos tartalmú, ezeket művelte leginkább, ezek szereztek neki népszerűséget és tették nevét híressé egész Spanyolországban. Mindazonáltal nemzetének és századának költője maradt még akkor is, midőn hőseit a történelemből vette. Zsidók, görögök, rómaiak, a középkor hősei, gallok, lengyelek az ő darabjaiban mindannyian mint 17. századbeli spanyolok jelennek meg. A Lope de Vega által kialakított sajátos drámaforma legjelentősebb továbbfejlesztője, de tartalmilag sokkal poétikusabb, nem olyan realisztikus, mint Lope de Vega; az idealizmus képviselője a spanyol színmű-irodalomban. Mintegy 120 drámájának cselekménye rendkívül koncentrált, szigorú logika által vezérelt, egyetlen kimagasló drámai hős körül bonyolódik.
Kimagasló Drámái Az élet álom (1635), A csodatévő mágus (1637), Saját becsületének orvosa (1641), A zalameai bíró (1643) valamint a Huncut kísértet című komédia.

## Emlékezete
- 1880-ban a madridi Szent Anna-téren szobrot emeltek neki.
- 1881-ben, halálának kétszázadik évfordulóján Szász Károly Óda Calderonhoz címmel verset szentelt emlékének, amely a Vasárnapi Ujságban jelent meg (341. oldal).
- Pedro Calderón de la Barca portréja szerepelt az 1928-as spanyol 25 pesetás bankjegyen.

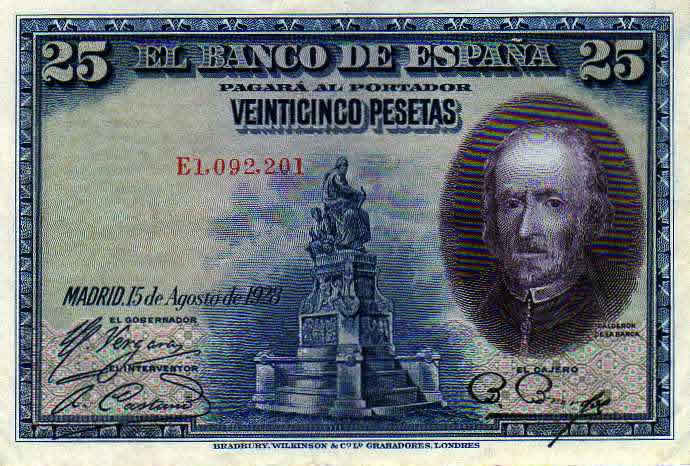
Spanyol, 1928-as szériájú 25 pesetás bankjegy előoldala, Pedro Calderón de la Barca portréljával.

## Magyarul megjelent művei

### 1919-ig
- Az élet álom. Színmű; ford. Győry Vilmos; Kisfaludy-Társaság, Pest, 1870 (Spanyol színműtár)
- Az állhatatos fejedelem. Színmű; ford. Greguss Gyula, Győry Vilmos; Kisfaludy-Társaság, Pest, 1870 (Spanyol színműtár)
- A zalameai bíró. Színmű; ford. Győry Vilmos; Kisfaludy-Társaság, Bp., 1883 (Spanyol színműtár)
- A saját becsületének orvosa. Színmű; ford. Beksics Gusztáv; Gross, Győr, 1888 (Egyetemes könyvtár)
- Két szék közt a pad alatt. Vígjáték; ford. Huszár Vilmos, versbe szedte Makai Emil; Lampel, Bp., 1903 (Fővárosi színházak műsora)
- Ottó Alajos: A nagy világszínház. Színmű; Pedro Calderon de la Barca nyomán; Szt. Erzsébet Ny., Kassa, 1910
- Úrnő és komorna. Vígjáték; ford. Kosztolányi Dezső; Athenaeum, Bp., 1912 (Modern könyvtár)

### 1920–1944
- Az élet álom; színpadra átdolgozva ford. Harsányi Kálmán; Stádium, Bp., 1924
- Ruth kalászai. Vallásos színdarab karénekekkel; ford. Málnássy Tivadar; Providentia, s.l., 1926
- Az állhatatos herceg. Tragédia 5 felvonásban; szabadon ford., színpadra alk. Glasz Ferenc; Magyary Pál, Timişoara, 1935
- A nagy világszínház. Misztérium; átkölt. Pozsonyi László; Pallas Ny., Bp., 1938 (Krónika. A Nemzeti Színház műsorkísérő füzetei)

### 1945–
- A nagy per; ford. Fenyvessy Jeromos; Németországi Magyar Katolikus Akció, Köln, 1952 (Szétszórt parazsak)
- A zalameai bíró. Színmű; ford. Gáspár Endre, utószó András László; Európa, Bp., 1957 (Világirodalmi kiskönyvtár)
- Huncut kísértet. Színmű; ford., utószó Berczeli A. Károly; Európa, Bp., 1958 (Világirodalmi kiskönyvtár)
- Az élet álom; ford. Jékely Zoltán / A zalameai bíró; ford. Gáspár Endre, utószó Jánosházy György; Kriterion, Bukarest, 1974
- A nagy világszínház; ford. Possonyi László; in: Possonyi László: Tettenérés; sajtó alá rend. Vámos Magda; Ecclesia, Bp., 1980
- VIII. Henrik / La cisma de Inglaterra; ford. Fábri Péter, bev. Benyhe János; Eötvös, Bp., 2000 (Eötvös klasszikusok)
- A világ nagy színháza. Allegórikus mű az oltáriszentségről; ford., bev. Fábri Péter; in: Színház, 2002/dec.
- A világ nagy színháza. El gran teatro del mundo / A kereszt imádása. La devoción de la Cruz; ford. Fábri Péter; Eötvös, Bp., 2002 (Eötvös klasszikusok)
- Az élet álom; ford., bev. Mester Yvonne, Térey János; Nemzeti Színház, Bp., 2005 (Nemzeti Színház színműtár)

## Források

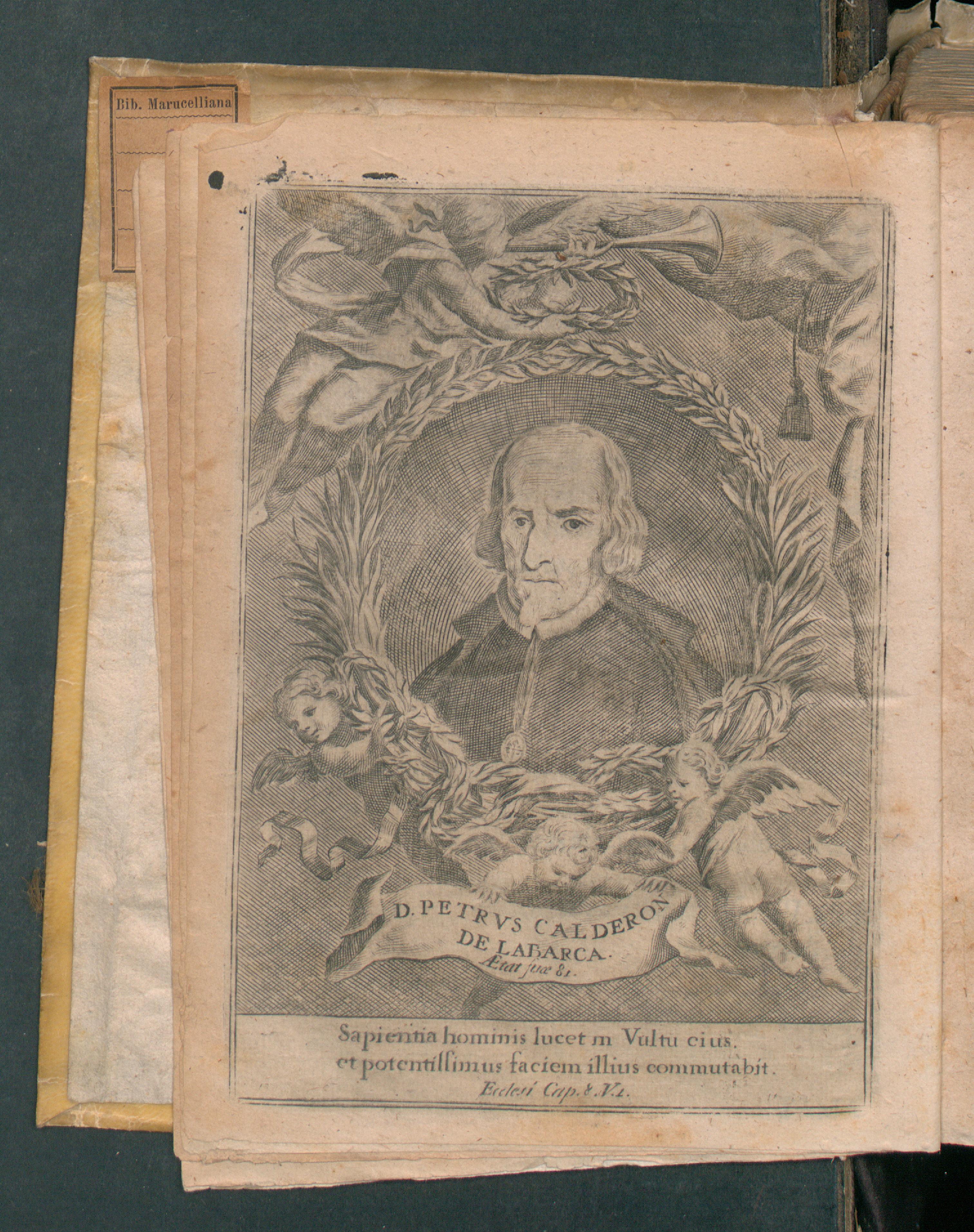
Comedias verdaderas, 1726